# Ken Samaras
Ken Samaras (nacido el 3 de abril de 1990), más conocido por su nombre artístico Nekfeu , es un rapero y productor musical francés que también es miembro del colectivo L'Entourage y del grupo de rap 1995 . Comenzó su carrera como miembro del grupo S-Crew, con amigos de la infancia Framal, Mekra, 2Zer Washington y DJ Elite. Se unió a 1995 en 2007, participando en duelos de micrófono abierto en París.
En 2017, inició su carrera como actor y apareció en la película Tout nous sépare, junto a Catherine Deneuve.

## Discografía
Álbumes de estudio
- 2015 : Feu
- 2016 : Cyborg
- 2019 : Les Étoiles vagabondes

Como parte de 1995
- 2011: La Source
- 2012: La Suite
- 2013: Paris Sud Minute

Con Alpha Wann (miembro de 1995)
- 2011: En Sous-Marin

Como parte de S-Crew
- 2010: Même Signature
- 2012: Métamorphose
- 2013: Seine Zoo
- 2016: Destins Liés

Como parte de L'Entourage
- 2014: Jeunes Entrepreneurs

Como parte de 5 Majeur
- 2011: 5 Majeur
- 2013: Variations

## Filmografía

### Películas
- 2017 : Tout nous sépare, dirigida por  Thierry Klifa
- 2018 : L'Échappée, dirigida por Mathias Pardo

### Televisión
- 2015 : Casting(s) (serie de televisión, un episodio : como el mismo)